# ブッシュ対ゴア事件
ブッシュ対ゴア事件 (Bush v. Gore, 531 U.S. 98 (2000)) は、アメリカ合衆国最高裁判所（連邦最高裁）が2000年12月12日に判決を下した訴訟事件である。この判決により、2000年アメリカ合衆国大統領選挙が、ジョージ・W・ブッシュの勝利に終わることとなった。この判決のわずか8日前に、連邦最高裁は、密接に関係した事件であるブッシュ対パームビーチ郡選挙委員会 (Bush v. Palm Beach County Canvassing Board, 531 U.S. 70 (2000)) について全員一致の判決が下されている。また、わずか3日前には、連邦最高裁はフロリダ州で行われていた票の数え直しを停止する予備的命令を出していた。
連邦最高裁は、7対2の多数による匿名意見の中で、フロリダ州最高裁の命じた投票の数え直しの方法はアメリカ合衆国憲法修正第14条の平等保護条項に違反すると判示した。また、5対4の多数で、フロリダ州によって設定された期限内には、代わりの手段をとることは不可能であると判示した。賛同意見を述べた裁判官のうち3名は、フロリダ州最高裁は同州の議会が制定した選挙法の解釈を誤っており、合衆国憲法2条1節2項にも違反しているとの意見を述べた。
この判決により、フロリダ州州務長官キャサリン・ハリス (en) が先に行っていた、ブッシュをフロリダ州の選挙人投票の勝者と認める旨の認証が維持された。フロリダ州の25票の選挙人投票が加わることで、共和党候補のブッシュは271票を獲得することになり、266票に終わった民主党候補のアル・ゴアを破った（ワシントンD.C.の選挙人1名は棄権）。なお大統領・副大統領選挙に勝つためには、選挙人団の中で多数である270名が必要である。

## 背景
問題となる大統領選挙は、2000年11月7日に行われた。アメリカ合衆国大統領選挙で採用されている間接選挙制の下では、各州がそれぞれ、大統領・副大統領に対する一般投票を行う。一般の有権者は、選挙人団の中で、特定の大統領・副大統領候補者に投票することを誓約している、名簿に登載された「選挙人」に対して投票する。フロリダ州を含むほとんどの州では、一般投票で勝利した大統領・副大統領候補者がその州の選挙人投票すべてを獲得する勝者総取り方式を採用している。過半数を超える270名の選挙人投票を得た候補が、大統領・副大統領選挙に勝利する。
2000年11月8日、フロリダ州の選挙局は、ブッシュが投票の48.8%を得ており、1784票の差で勝っていると報告した。この票差は投票数の0.5%未満であったので、州法で必要とされている、機械による自動的な票の数え直しが行われた。11月10日、機械による数え直しが一つの郡を除き完了した時点で、ブッシュのゴアに対する票差は327票にまで減っていた。フロリダ州の選挙法によれば、候補者は郡に対し手作業による数え直しを要求することができ、ゴアは四つの郡（ヴォルシア郡、パームビーチ郡、ブロワード郡、マイアミ・デイド郡）での手作業による数え直しを求めた。これらの4郡は要求を認め、手作業による数え直しを開始した。しかし、フロリダ州法は、同時に、すべての郡が、選挙から7日以内に州務長官に対し投票結果を認証することを求めていた。いくつかの郡では、手作業による数え直しはこの期限までに間に合わないと考えていた。期限である11月14日に、フロリダ州巡回区裁判所は、7日間という期限は変更を許さないものであるが、郡は後日投票結果を修正することができると判断した。同裁判所は、また、州務長官は、州全体の選挙認証に際して、関係するすべての事実・状況を考慮した上で、裁量により、期限に遅れて修正された投票結果を含めることができると判断した。期限である11月14日午後5時までに、ヴォルジア郡は手作業による数え直しを完了し、その結果を認証した。同日午後5時、フロリダ州州務長官キャサリン・ハリスは、全67郡から投票結果の認証を受け取ったが、パームビーチ郡、ブラワード郡、マイアミデイド郡は依然手作業による数え直しを行っていると発表した。
ハリス長官は、期限に遅れた提出を認めるか否かの基準を示すとともに、期限に遅れて提出をしようとする郡は、長官に対し、翌日の午後2時までに、期限に遅れることの正当性を示す事実関係を書面で提出しなければならないとの要求をした。4郡は書面を提出したが、ハリス長官は、これらを審査した上で、いずれも提出期限の延長を正当化するものではないと決定した。長官は、さらに、海外不在者投票の結果を受け取った後の、2000年11月26日（日曜）に大統領選挙の結果を認証する予定であることを発表した。そして11月26日、長官はブッシュの勝利を認証し、同じ日に訴訟が起こった。

## 訴訟経過
2000年12月8日までに、フロリダ州における大統領選挙をめぐっては様々な裁判所の判断が示された。そして12月8日、フロリダ州最高裁は、4対3の票決で、州全体での手作業による数え直しを命じた。12月9日、連邦最高裁は5対4の票決で数え直しの執行停止を命じた。
ブッシュ対ゴア事件の口頭弁論は、12月11日に行われた。ブッシュの弁論は、ワシントンD.C.の弁護士セオドア・B・オルソン（後のアメリカ合衆国訟務長官）が行った。ゴアの弁論はニューヨーク州の弁護士デービッド・ボイズが行った。
連邦最高裁がブッシュ対ゴア事件を審理している短い間に、フロリダ州最高裁は、連邦最高裁が12月4日にブッシュ対パームビーチ郡選挙委員会事件で行った要求に応えて、説明を行った。本件の特異性と緊急性から、連邦最高裁は、ブッシュ対ゴア事件について、12月12日、口頭弁論からちょうど16時間後に、判決を言い渡した。

## 関連する法令
ブッシュ対ゴア事件の判決の基礎となったのはアメリカ合衆国憲法修正第14条の平等保護条項であり、同条項は次のように規定している。
「いかなる州も……その管轄内にある何人に対しても、法の平等な保護を否定してはならない。」
また、アメリカ合衆国憲法第2条1節2項は、州当たりの選挙人の数を規定するとともに、本件に最も関係することであるが、選挙人を選出する方法について、次の通り規定している。
「各州は、その州の議会が定める方法により、一定数の選挙人を任命する。」
同条が、フロリダ州政府の一部門のみ（すなわち州議会）に権限を与えたものであることについては、ほぼ争いがない。
また、本件で最も重要な制定法は、合衆国法典第3編第5節にて法典化されている選挙人開票法 (Electoral Count Act of 1887、略称: ECA）であり、同法は大統領選挙における「選挙人の任命に関する争いの決着」について規定している。本件に特に関係するのが、いわゆるセーフ・ハーバー条項であり、これは、定められた期限までに行われる限り、州が連邦議会の干渉を受けずに選挙人を任命することができるというものである。
州が、少なくとも選挙人集会に設定された日の6日前までに、選挙人の全部又は一部の任命について最終的な決定をしたときは、その決定は拘束力を有する。
選挙人集会の日は12月18日と設定されていたため、セーフ・ハーバー期限は12月12日、すなわち連邦最高裁が本件の口頭弁論を開いたちょうど1日後であった。
また、28 U.S.C. §1257は、次のように規定している。
州の最上級裁判所によって言い渡された終局的な判決又は決定は、連邦法が関係している場合、連邦最高裁による審理の対象となり得る。

## 争点

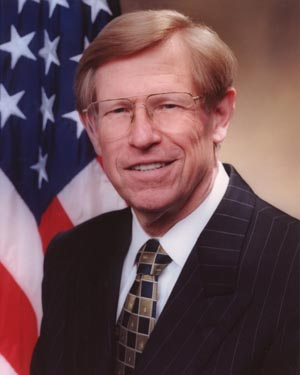
ブッシュの代理人、セオドア・オルソン。

連邦最高裁は、本件を解決するために、二つの異なった問題に答える必要があった。
- 実体的な問題として、ブッシュとゴアのいずれが勝つか。すなわち、目下行われている票の数え直しは違憲か否か[17]。
- 仮に数え直しが違憲であるとすれば、訴訟上の救済手段は何か[18]。

判決の3日前、連邦最高裁は、裁判官5名の多数により、票の数え直しを停止させており、裁判所はそれを再開するか否かを判断する必要があった。

### 平等保護条項
ブッシュは、フロリダ州における票の数え直しは、各郡の委員会が、ある投票が適法なものであるか否かを判断するために用いることのできる州全体の基準がない点で憲法修正第14条の平等保護条項に違反すると主張した。各郡が、手作業で各投票用紙を数え直すための独自の基準を用いており、ブッシュは、ある郡の基準が他の郡の基準より緩やかなものになるということが起こると主張した。したがって、2人の投票者が、同じように投票用紙にマークしたかもしれないのに、手作業による数え直しに用いられる基準が異なるために、ある郡で投票した1人の投票用紙は数えられる一方で、違う郡で投票したもう1人の投票用紙は認められないということが起こり得るとした。
ゴアは、州全体の基準は実際に存在する、すなわち「投票者の意思」という基準があるとして、この基準は平等保護条項の下で十分なものであると主張した。さらに、ゴアは、異なる投票者に対し異なった取扱いをすることになるとの理由だけでフロリダ州の数え直しを違憲と判断するとすれば、その帰結として、「すべての」州の選挙が違憲であると事実上宣言することになってしまうと主張した。そして、どの方法をとるかによって、票を数えるに当たって生じる誤差の率も異なるとした。「パンチカード」方式の郡の投票者は、「光学的スキャナー」方式の郡よりも票を少なく数えられる可能性が高い。仮にブッシュの主張が通るのであれば、憲法に適合するためには、すべての州が、票の記録について州全体の方法を持っていなければならないことになると、ゴアは主張した。

### 救済手段

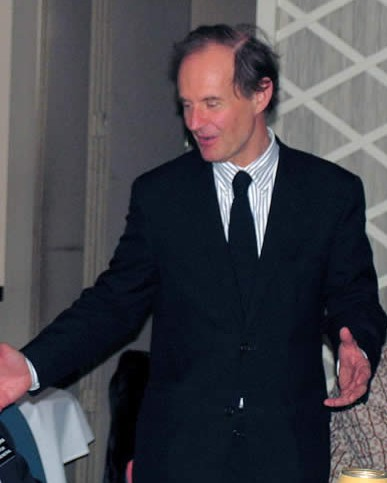
ゴアの代理人、デイビッド・ボイズ

この争点は、最終的に、本件で最も僅差で判断されることになった。代理人の弁論では、裁判所が平等保護条項違反を認定した場合に裁判所がいかなる措置をとるべきかについて、詳しく述べられなかった。しかし、ゴアは、適切な救済手段はすべての数え直しをやめさせることではなく、適正な数え直しを命じることであると手短に主張した。

### 憲法第2条
ブッシュは、また、フロリダ州最高裁の決定は合衆国憲法2条1節2項に違反すると主張した。要約すれば、ブッシュは、フロリダ州最高裁のフロリダ州法の解釈は極めて誤ったものであり、新たな立法を行っているのと同じであると主張した。この「新たな立法」はフロリダの議会によって行われたものではないから、合衆国憲法2条に違反するとした。ただし、憲法2条は、連邦の司法権に対しては、州議会の意思が守られるように、州の選挙法を独力で解釈する権限を与えているとブッシュは主張した。
ゴアは、憲法2条は司法による州制定法の審査と解釈を想定しており、フロリダ州最高裁は自己の判断に到達するための制定法の解釈という、通常と変わらない指針に従っただけであると反論した。

## 連邦最高裁の判断
最高裁判決の要旨は次のとおりである。
- 7人の裁判官（多数意見の5人の裁判官のほかに、ブレイヤー及びスーター）が、異なる郡で異なる計数基準を用いることは平等保護条項に違反するとの判断で一致した。
- 5人の裁判官は、12月12日（判決が言い渡された日）が、フロリダ州が数え直しのために設けた期限であると判断した（ケネディ、オコナー、レンキスト[26]、スカリア、トマス裁判官が賛同。ブレイヤー[27]、ギンズバーグ、スーター[28]、スティーヴンズ裁判官は反対。）。ブレイヤー、スーターは、事件をフロリダ州最高裁に差し戻し、何が適法な投票であるかについての統一的な基準を設けさせた上で、その基準に従ってすべての投票を手作業により数え直させるべきだと主張した。
- 3人の裁判官（レンキスト、スカリア及びトマス）は、フロリダ州最高裁は同州議会の意思に反した行動をとったと判断した。ケネディ、オコナー両裁判官は、この論点についてはいずれとも判断を示さなかった。

### 平等保護条項
連邦最高裁は、7対2で、フロリダ最高裁の、州全体の数え直しを求める判断は合衆国憲法修正第14条の平等保護条項に違反すると判断した。連邦最高裁は、平等保護条項は、個人に対し、その投票の価値が、事後的に、恣意的で異なる取扱いによって減じられてはならないことを保障しているとした。仮に数え直しが理論的には公正であっても、実際上は不公平である。記録によれば、投票用紙ごと、投票区ごと、郡ごとに、数え直しに異なる基準が適用されていることが窺われる。
7対2の匿名意見 (per curiam opinion) によれば、州全体の基準（「適法な投票」は「投票者の意思が明確に表されているもの」であるというもの）では、各郡が憲法に適合した方法で票を数えることが保証されていない。匿名意見は、「我々の検討は本件の事実関係に限定される。なぜなら選挙の過程における平等保護の問題は、一般的に多くの複雑な問題を含んでいるからである。」とした。

### 救済手段
連邦最高裁は、5対4の多数で、12月12日のセーフ・ハーバー期限までに、憲法に適合した数え直しを行うことは不可能であると判断した。連邦最高裁は、「フロリダ州最高裁の述べるように、州議会は州の選挙人が選挙人開票法で定められているとおり連邦の選挙に完全に参加することを意図していた」と主張した。「フロリダ州議会は選挙人開票法の利益を得ることを意図していた」ことを理由に、裁判所は、選挙を実質的に終わらせた。
4人の裁判官（スティーヴンズ、ギンズバーグ、スーター、ブレイヤー）は、数え直しを中止することに反対した。これらの裁判官は公平の原則を主張した。実際の集計作業は、同じ5人の多数意見裁判官によって12月9日に出された差止命令によって中断されており、これは期限の3日前であった。もっとも、反対意見の4人のうち2人（ブレイヤー、スーター）は、12月9日までの集計は平等保護の要請にかなったものではなかったことを認めた。
反対意見は、多数意見に対する尋常でないほど辛辣な批判が特徴的である。スティーヴンズ裁判官の反対意見（ブレイヤー、ギンズバーグ両裁判官が同調）は、次のように結論付けている。
申立人（ブッシュ）らが、フロリダ州の選挙手続に対し連邦裁判所において行っている攻撃全体の背後にあると思われるのは、明言されていないが、票の集計が進んだ場合に決定的な判断をするであろう州の裁判官の公平さと能力に対する不信である。そうでなければ、申立人らの見解には全く理由がない。当裁判所の多数意見がその見解を是認するということは、全国の裁判官の仕事に対する最も侮蔑的な評価に信憑性を与えることでしかない。法の支配の真のバックボーンとなるのは、司法制度を運営する人々に対する信頼である。今日の判断によって負わされるであろう、この信頼に対する傷は、いつか時間によって癒やされるであろう。しかし、一つ確かなことがある。我々は、今年の大統領選の勝者が誰になるか、確実に分かるわけではないが、誰が敗者かは完全に明らかである。それは、国家の、法の支配の公平な守護者としての裁判官に対する信頼である。
匿名意見は、厳密にいえば、ゴアによる訴訟を却下したわけではなく、この意見に反しないように更に手続を進めるべく、差し戻した。そのため、ゴアの代理人は、戦いを続けることはできると理解し、フロリダ州最高裁に対し、フロリダ州法の下で12月12日が最終期限であるとの考えを退けるよう申立てをすることは可能と考えた。しかし、ゴアは、フロリダの最高裁裁判官らが更なる弁論に対しどのように対応するかについて、悲観的な見方をした。また、いずれにしても、ゴアが望み得るのは、彼の助言者が言ったとおり、せいぜい争われている選挙人の一部であった。そのため、ゴアは事件を取り下げた。別事件で、差戻しを受けたフロリダ州最高裁は、2000年12月22日に判決を言い渡したが、そこでは州法の下で12月12日が数え直しの最終期限か否かについては論じられていなかった。

### 憲法第2条
レンキスト裁判官の賛同意見（スカリア、トマス裁判官が同調）は、この事件は合衆国憲法が連邦裁判所に対し、州最高裁判所が州議会の意思を正しく解釈しているかを評価することを求めている、異例の事件であるということを最初に強調している。通常、連邦裁判所はその種の評価を行わないし、実際、本件の匿名意見はその評価を行わなかった。レンキスト裁判官は、このような本件の側面について述べた後、フロリダ州最高裁における反対意見で述べられた議論を精査し、これに同意した。